# Carta Comunitaria de los Derechos Sociales Fundamentales de los Trabajadores
La Carta Comunitaria de los Derechos Sociales Fundamentales de los Trabajadores (9 de diciembre de 1989) es una carta de derechos humanos basada en principios que se aplican específicamente a la mano de obra en la Unión Europea . El Tribunal de Justicia de la Unión Europea lo utiliza como ayuda interpretativa para interpretar el significado de la legislación y desarrollar la jurisprudencia. Fue redactado inicialmente en 1989. Todos los Estados miembros han adoptado el texto. (Inicialmente, el Reino Unido bajo el gobierno de Margaret Thatcher no adoptó la carta; pero, posteriormente, el país adoptó la Carta en 1998).

## Contenido
- Artículos 1 al 3, libre circulación de trabajadores.
- Artículos 4 al 6, libertad de elección de empleo, por una remuneración justa, con acceso a servicios gratuitos de colocación laboral.
- Artículos 7 al 10, mejora de las condiciones de trabajo, tiempo de descanso, vacaciones anuales pagadas, estipuladas por ley, convenio colectivo o individual.
- Artículo 10, derecho a la protección social y a una seguridad social adecuada, y a una asistencia social adecuada.
- Artículos 11 al 14, libertad de asociación, negociación colectiva, derecho a recurrir a la acción colectiva, incluido el derecho de huelga, pero con derogación para la policía, las fuerzas armadas y el servicio civil principal.
- Artículo 15, derecho a la formación profesional.
- Artículo 16, igualdad de trato para hombres y mujeres.
- Artículos 17 y 18, la información, la consulta y la participación de los trabajadores se desarrollarán de forma adecuada.
- Artículo 19, protección de la salud y seguridad en el trabajo.
- Artículos 20 al 26, protección de niños, niñas y adolescentes, adultos mayores y personas con discapacidad.
- Artículos 27 al 30, aplicación de la carta a través de medidas legislativas, dirigidas por la Comisión.

## Jurisprudencia europea
- R c. Departamento de Comercio e Industria, ex p Sindicato de Radiodifusión, Espectáculos, Cine y Teatro (2001) C-173/99
- Chacón Navas contra Eurest Colectividades SA (2006) C-13/05
- Rosella o Federación Internacional de Trabajadores del Transporte contra Viking Line ABP (2007) C-438/05